# Kanasi járás
A Kanasi járás (oroszul Канашский район, csuvas nyelven Канаш районĕ) Oroszország egyik járása Csuvasföldön. Székhelye Kanas.

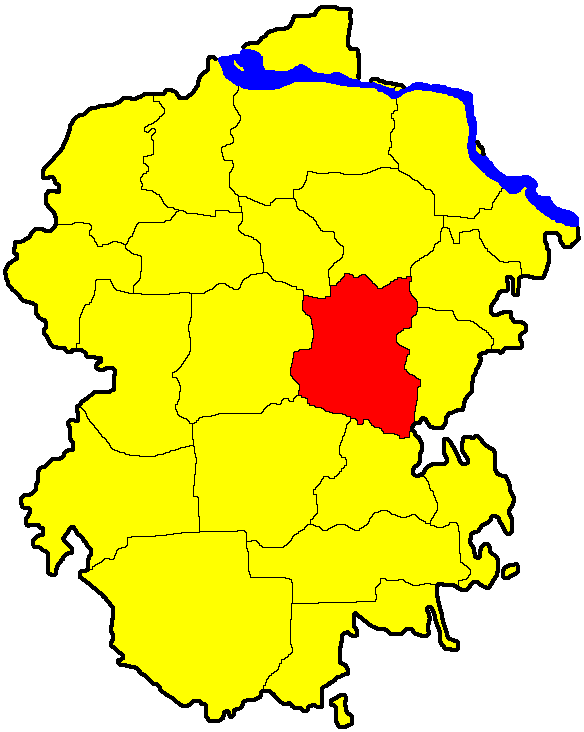
A Kanasi járás Csuvasföldön

## Népesség
- 1989-ben 46 236 lakosa volt.
- 2002-ben 42 623 lakosa volt, melynek 97%-a csuvas.
- 2010-ben 39 708 lakosa volt.